# بيف روز
بيف روز (بالإنجليزية: Biff Rose)‏ هو مغني وملحن ومغن مؤلف أمريكي، ولد في 15 أكتوبر 1937 في نيو أورلينز في الولايات المتحدة.

## وصلات خارجية
- بيف روز على موقع ميوزك برينز (الإنجليزية)
- بيف روز على موقع أول ميوزيك (الإنجليزية)
- بيف روز على موقع ديسكوغز (الإنجليزية)